# Getúlio de Oliveira Cabral
Getúlio de Oliveira Cabral (Espera Feliz, 4 de abril de 1942 — Rio de Janeiro, 29 de dezembro de 1972) foi membro do Partido Comunista Brasileiro (PCB) e do Partido Comunista Brasileiro Revolucionário (PCBR). Morreu durante a Ditadura Civil Militar Brasileira, tendo seu corpo carbonizado em um carro incendiado e enterrado como indigente. De acordo com a Comissão Nacional da Verdade, foi morto por agentes de repressão do Estado.
Casado com Maria de Lourdes, teve dois filhos: Alexandre Resende Cabral e Adriano Cabral.
Filho de Lindrosina Cabral e Manoel Arcanjo , teve um irmão de nome Victor Hugo.
Fez o primeiro grau, composto pelos nove anos do atual ensino fundamental atualmente, na Escola Darcy Vargas, em Duque de Caxias (RJ), local que iniciou moradia junto de seus familiares depois de se mudar e chegou a ser, também, escrivão da Fábrica Nacional de Motores (FNM).

## Biografia
Getúlio de Oliveira Cabral nasceu na cidade de Espera Feliz, no interior de Minas Gerais. Realizou o primeiro grau, estruturado pelos nove anos do atual ensino fundamental atualmente, na Escola Darcy Vargas, em Duque de Caxias (RJ), local que iniciou moradia junto de seus familiares depois de se mudar. De acordo seu irmão Victor Hugo, o nome foi uma homenagem prestada por sua mãe ao presidente Getúlio Vargas.
Victor Hugo é, hoje, um docente retirado das escolas de domínio público e deu aula no Colégio Pedro II, tendo ensinado a Química. Ele se filiou, ao ano de 1953, a Juventude Comunista Caxiense, quando tinha  apenas com 13 anos. Entre os anos de 1970 e o seguinte, tinha 57 quilos, passando por um episódio o qual foi torturado por cinco pessoas. Assim, foi denunciado sob os artigos 42, 45 (Lei da Segurança Nacional) e ademais pela intenção de retenção de poderio. Porém foi inocentando pela insuficiência de evidencias, constando que o arquivo processual era inverídico. Ao momento que se libertou da reclusão iniciou o ofício no colégio que ficou até se aposentar.
Com sete anos de idade, Getúlio se mudou para Duque de Caxias, mais precisamente na Rua Diamantina, atual Avenida Diamantina e, depois, foi com sua família para a Rua do Retiro.
Influenciado pelos pais, que participavam do movimento feminista local, iniciou seu ativismo politico na União da Juventude Comunista entre os doze e treze anos. Exercendo um papel de liderança, foi recrutado em definitivo pelo partido ao atingir a maioridade.
Aos 14 anos começou a trabalhar. Consertando máquinas fotográficas e depois atuando como fotógrafo. Assim, se juntou ao Centro Pró-Melhoramentos localizado em seu distrito, ainda na cidade de Duque de Caxias. Ademais, se agregou ao Sindicato dos Metalúrgicos, lugar o qual teve participação de conflitos de sua categoria profissional. Também, trabalhou como escriturário na Fábrica Nacional de Motores (FNM).
Em 1965, com 23 anos, casou-se com Maria de Lourdes. O casal teve dois filhos: Alexandre Resende Cabral e Adriano Cabral.
Ainda, chegou a ocupar o cargo de dirigente regional do Partido Comunista Brasleiro, o PCB. Porém, rompeu seus laços com ele e filiou-se ao Partido Comunista Brasileiro Revolucionário, o PCBR, o qual foi chefe do 'Grupo de Fogo', na Guanabara, também conhecido como Esquadra Militar.
Três anos depois de casado, viajou para Cuba, onde fez uma formação para treino de combate guerrilheiro. Ao voltar, se deparou com uma perseguição ainda mais intensa. Morando no bairro de Parada Angélica, com sua esposa e dois filhos, foi vitima de um triste episódio. Não se sabe ao certo se foi em 1969 ou 1970, Getúlio foi perseguido até sua casa, onde a invadiram, saqueando e quebrando o local. Desse modo, restou para ele fugir. Passando por diversos estados, se estabilizou na Bahia.
Militante político durante a época de Ditadura Civil Militar Brasileira, Getúlio de Oliveira Cabral possuía codinomes: Gogó, Gustavo, Artur, Feio, Tasso e Camilo.

## Circunstâncias de Morte
Getúlio de Oliveira Cabral faleceu, aos 31 anos, no dia 29 de dezembro de 1972, em operação procedida pelo DOI-CODI do I Exército no Rio de Janeiro (RJ).
Em acordo com documentos oficiais divulgados à época, Getúlio e mais cinco ativistas do Partido Comunista Brasileiro Revolucionário (PCBR) teriam sido mortos em uma disputa com uso de arma de fogo com guardas dos responsáveis de segurança no fim do ano de 1972. A nota, revelada pelo Relações Públicas do I Exército apenas um ano depois, na edição  de 17 de janeiro de 1973, no Jornal do Brasil, intitulada "Destruído o Grupo de Fogo Terrorista do PCBR/GB", informava sobre operações realizadas ao mesmo tempo em distintas localizações da "Guanabara", por responsáveis pela segurança. Continuava relatando que as  ações contra bandos terroristas, que ainda restavam, foram flagrados e excluídos, pertencendo a unidades do Partido Comunista Brasileiro Revolucionário (PCBR), grupo que estavam sediados de forma regulada e em conjunto nos distritos de Bento Ribeiro e Grajaú
Os  procedimentos ante o bando somente se tornaram possíveis em razão a revelações obtidas após o aprisionamento de lideranças regionais do Partido Comunista Brasileiro Revolucionário (PCBR) e, por consequência, apreensão de importantes documentos relacionados ao planejamento de ações que viriam a acontecer. Considera-se, assim, a reclusão de Fernando Augusto da Fonseca, fundamental membro do partido, em Recife, datado de 26 de dezembro de 1972, um dos principais pilares para o desmonte do então “Grupo de Fogo do PCBR”, o qual Getúlio fazia parte.
Conforme relato do interrogatório de Fenando Augusto, ele forneceu para as equipes de investigação preciosos informes relacionado a dois sistemas do PCBR sediados no Rio de Janeiro. Sabendo disso, guardas do DOI-CODI do IV Exército, em Recife, Pernambuco, teriam levado Fernando até a capital carioca, local que teria prestado auxilio a tropa de policiais para encontrar quatro ativistas no distrito do Grajaú.
Nessa mesma hora, um outra conjunto teria se deslocado ao bairro de Bento Ribeiro, onde ficava situado um dos aparelhos do Partido Comunista Brasileiro Revolucionário. Enquanto isso, no Grajaú, Fernando foi baleado por seus companheiros do PCBR, que perceberam o cerco policial e assim abriram fogo. Em sequência, uma forte troca de tiros com os responsáveis de segurança tiraria a vida de Getúlio de Oliveira Cabral, José Bartolomeu Rodrigues e José Silton Pinheiro. Ainda de acordo com os relatos, os cadáveres foram incendiados internamente dentro do automóvel, pegando fogo em razão do tiroteio. Um outro militante conseguiu escapar, mas nunca foi identificado.
Já no segundo confronto, travado em Bento Ribeiro, dois ativistas teriam oferecido oposição ao montante policial montado abrindo fogo. Eles teriam em posse, inclusive, granadas de mão, além das armas, todavia acabaram mortos no tiroteio. Ainda segundo a nota oficial, os nomes de quem foi vitimado seriam Valdir Salles Saboia e Luciana Ribeiro da Silva, identidade falsa de Lourdes Maria Wanderley Pontes.

## Investigação
A Comissão Especial de Mortos e Desaparecidos Políticos (CEMDP) em conjunto com a Comissão Nacional da Verdade (CNV) também realizaram investigações sobre o caso. Eles anunciaram vestígios que possibilitam questionar a versão oficial feita pelos órgãos de repressão.
Documentos oficiais mostraram que existia um registro oficial para a detenção de Fernando Augusto da Fonseca, porém, não era o único.  Pelo menos Valdir Salles Saboia foi igualmente preso por instituições de segurança previamente a falecer. Em relatório, o Centro de Informações da Aeronáutica (CISA) listava  um assalto a banco, supostamente datado para o mês de outubro de 1972, na via pública sob nome de Marquês de Abrantes, na capital carioca. De acordo com este, as informações teriam sido obtidas em depoimento de Fernando Augusto e Valdir Saboia. Tal registro leva a crer uma relação de agentes de repressão com Valdir, antes de sua morte, o que confirma que ele igualmente foi preso e interrogado ao finalizar o ano de 1972, indo contra a história da troca de tiros após a descoberta de um dos aparelhos. Ademais, a prisão de Valdir é confirmada em outro documento revelado pelo CISA, datado de 19 de março de 1973, o qual relata um extrato das depoimentos do detido, relacionado a ações do  Partido Comunista Brasileiro Revolucionário supostamente mapeadas a partir do que teria falado aos agentes de repressão.
Em relação a operação realizada no Grajaú, a qual Getúlio de Oliveira Cabral morreu, a provável detenção previa dos ativistas e a possível encenação de tiroteio em conjunto com o automóvel carbonizado para ocultar os falecimentos devido a tortura ou suplícios cometidos pelo Estado, também são validadas pelo ex-preso político Rubens Manoel Lemos. Ele disse, em afirmação feita ao dia de 31 de janeiro do ano 1996, sobre Fernando Augusto da Fonseca, de codinome "Sandália", José Silton Pinheiro e Getúlio de Oliveira Cabral, que foram postos, já falecidos, adentro de um veículo da empresa Volkswagen, posteriormente detonado no Rio de Janeiro.
Desse modo, a declaração ainda é reforçada por mais afirmações de pessoas que estiveram no local e que atingiram para Nilmário Miranda (PT-MG), então deputado federal, já que era participante da Comissão Externa para Mortos e Desaparecidos Políticos, e acusaram o falecimento dos ativistas dentro do DOI-CODI do I Exército, no Rio de Janeiro. Acrescenta-se a conclusão das fotos feitas na localização das mortes produzidos pela equipe da perícia da Comissão Nacional da Verdade (CNV). Eles chegaram a conclusão que o automóvel foi queimado começando por dentro até o lado externo, já que o tanque de combustível e o motor estavam intactos. Ainda de acordo com a avaliação do perito, é possível enxergar, pelos registros imagéticos, que o Fusca não tinha perfurações de tiros em sua lataria.
Quanto as mortes do suposto segundo tiroteio, onde Valdir e Lourdes Maria morreram, o caráter armado do episódio narrado se torna evidente pela designação da direção da residência em que eles teriam sido mortos no distrito de Bento Ribeiro. O local era a Rua Sargento Valder Xavier de Lima, coincidentemente nome de militar assassinado por integrantes do PCBR, em Salvador (BA), ao ano de 1970. Ainda, como apontado pela CEMDP, as imagens da perícia técnica contradizem a história de um tiroteio, o qual teve até mesmo a utilização de granadas, na hipotética operação de Bento Ribeiro. Ao analisar as fotos, é possível perceber que inexistem marcas de tiro na parede, além do corpo de Lourdes Maria aparecer em uma extremidade da sala, posicionada depois de uma árvore de natal, permanecendo com as bolinhas de vidrilho intactas.
Acrescenta-se a isso mais um indício de inverdade da versão oficial revelada em relação ao momento que os corpos foram direcionados ao morgue do Rio de Janeiro. Foi revelado por esses documentos que ambos os confrontos ocorreram em horários distintos e diferentes pontos da cidade, relatando que as duas vítimas teriam sido mortas em Bento Ribeiro enquanto as quatro de Grajaú, bairros distantes a aproximadamente 15 quirômetros de distância entre eles. De tal modo, era esperado que os corpos chegassem em momentos diferentes. Porém, os documentos oficiais do caso atestam a entrada no Instituo Médico Legal (IML) às 2h30 da madrugada ao dia 30 de dezembro, em locais sob sequência, indicando que teriam sido recolhidos em conjunto.
Assim sendo, Getúlio foi carbonizado, da cintura para baixo, adentro do veículo, entrando o IML como desconhecido, apesar de os órgãos de segurança responsáveis soubessem sua identificação, que viria a ser divulgada depois em nota oficial publicada pela imprensa.

Além disso, o cadáver de Getúlio acessou por a Guia de número11 do DOPS/RJ. Sua morte, de número 132.011, assinado pelo Doutor Roberto Blanco dos Santos, famoso por assinar laudos fraudulentos - e também o ajuizado pela realização do exame cadavérico de todos os ativistas que faleceram exame cadavérico dos seis militantes mortos - possuiu como testemunha José Severino Teixeira. As razões do falecimento que aparecem no documento de óbito de Getúlio de Oliveira Cabral são: lesão pungente da cabeça causando ruptura do crânio e desmantelamento do tecido nervoso localizado no cérebro e incineração. No outro lado da certidão, escrito à mão, tem a seguinte frase:
“Inimigo da Pátria (Terrorista)”.
Teve seu enterro tratado como miserável, mesmo que possuía toda sua identidade nominal, no Cemitério de Ricardo de Albuquerque, ao dia de 6 de fevereiro de 1973, na sepultura numerada 22.702, quadra 21. Ao dia 20 de março de 1978, anos depois, seus restos mortais foram movidos para o o depósito onde se guardam os ossos dos finados em cemitérios comum a todos e, em 1980 ou 1981, não se sabe ao certo, para uma sarjeta ilícita, assim como mais de duas mil ossadas de pessoas consideradas  "indigentes".

Tudo isso também se complementa por outro testemunho, em depoimento de Theodomiro Romeiro dos Santos, companheiro de militância, em entrevista publicada no jornal  Tribuna da Bahia:
“Anos depois que matei o sargento, no Dique, eles prenderam seis pessoas em locais diferentes, aqui em Recife, em Salvador, em Alagoas, no Rio de Janeiro, eles colocaram todas dentro de um carro e levaram para Rua Walder Xavier de Lima, que fica na Vila Militar no Rio de Janeiro, – o nome da rua era do sargento que matei. Então, no dia 29 de dezembro, no dia no meu aniversário, eles jogaram uma granada dentro do carro e matou o pessoal. Entre eles, estava a mulher de Paulo Pontes – Lourdes Maria Vanderlei Pontes e nosso companheiro Getúlio Cabral, entre outros. A matéria saiu no jornal, os militares a recortaram e levaram para nos mostrar, a imagem de ver os nossos companheiros em destroços no carro é algo inesquecível, que em suma, demonstra do que os militares foram capazes.“

### Divulgação da morte e restos mortais
O óbito de Getúlio de Oliveira Cabral apenas foi divulgado em 17 de janeiro de 1973, pelo Jornal do Brasil, que noticiou sua morte e as mortes de Fernando, José Silton e José Bartolomeu, da mesma maneira que os falecimentos de mais dois ativistas do PCBR, que vieram a ocorrer sob a mesma data, Valdir Sales Saboya e Loudes Maria Wanderley Pontes, sem explicar como foram as mortes.
No Rio de Janeiro, no dia 16 de setembro de 1991, o Grupo Tortura Nunca Mais obteve licença para desencavar dois mil e cem conjunto de ossos de um cadáver de uma valeta no Cemitério de Ricardo de Albuquerque, local que Getúlio fora enterrado. Os cadáveres de falecidos e perdidos foram colocados em uma cova rasa e, em 1996, realocados para o depósito onde se guardam os ossos dos finados em cemitérios comum a todos. No começo da decenário de 1980, foram sepultados em uma vala ilegítima todos os restos mortais de cidadãos enterrados como miseráveis desde o ano de 1971 até 16 de janeiro de 1974.

### Conclusão da Comissão Nacional da Verdade (CNV)
A partir das investigações realizadas, foi concluído que há responsabilidade do Estado brasileiro na morte de Getúlio de Oliveira Cabral. Ademais, se acrescenta que sofreu metódicos abusos de direitos humanos promovidas pela ditadura civil militar, instalada no Brasil em abril do ano 1964.
Além disso, a Comissão Nacional da Verdade recomenda que continue as investigações sobre as circunstâncias do caso para a localização de Getúlio de Oliveira Cabral e seus restos mortais, ademais a apuração dos responsáveis.

## Homenagens
Localizada na Zona Oeste do Rio de Janeiro, Getúlio ganhou uma pequena rua em sua homenagem. Entre a Avenida Devanir José de Carvalho e a Rua José Piauhy Dourado, no distrito de Paciência, fica a Rua Getúlio de Oliveira Cabral.
Com uma predominância de habitações residenciais, chegando a 95,12% dos endereços, possui mais de 36 domicílios. Tem 88,89% sendo casas, sobrados ou similares e 11,11% como edifícios de apartamentos ou conjuntos residenciais com diversos domicílios de famílias distintas.
Além disso, Getúlio de Oliveira Cabral foi um dos 58 homenageados em uma placa em um monumento em Belo Horizonte. Inaugurado em 25 de maio de 2013, o espaço fica localizado na Avenida Afonso Pena, em frente ao Departamento de Investigação Antidrogas, que anteriormente foi a sede da Delegacia de Segurança Pessoal e de Ordem Política e Social (DOPS), local de prisão e tortura de presos políticos durante a Ditadura Civil Militar do Brasil (1964-1985). A construção tem como objetivo lembrar aqueles que morreram combatendo o regime militar.
As vítimas do regime ditatorial que foram homenageadas no monumento, produzido pelo gaúcho Tiago Balem, morreram durante pavorosas sessões de tortura ou foram executadas antes de serem presas.
Ademais, Getúlio foi lembrado em um discurso na Câmara dos Deputados, em  27 de março de 2014, em uma memória aos 50 anos do Golpe Militar. Seu nome foi um dos diversos citados pelo então deputado Amauri Teixeira (PT-BA). O orador relembrou homens e mulheres assassinados e desaparecidos na luta contra a ditadura militar. Ainda, defendeu a desmilitarização da Polícia Militar e da extinção dos autos de resistência.
Também, Getúlio foi lembrado pela Assembléia Legislativa de Pernambuco, quando o deputado estadual Betinho Gomes, PSDB, Presidente da Comissão de Cidadania e Direitos Humanos, instituiu o Dia Estadual em homenagem aos Mortos e Desaparecidos Políticos durante a ditadura civil militar brasileira no Estado de Pernambuco. O projeto de lei nº 336/2011 foi aprovado por unanimidade dos deputados, em sessão plenária realizada no dia 28 de setembro de 2011, quarta-feira.